# عملية أزهار الكرز في الليل
عملية أزهار الكرز في الليل (باليابانية: 夜櫻作戰، هيبورن   Yozakura Sakusen) كانت خطة عسكرية يابانية، طوّرت عام 1945 من قبل شيرو إيشي. تضمنت شن هجومٍ بيولوجي واسع النطاق على أهداف مدنية في ولاية كاليفورنيا الجنوبية، الولايات المتحدة الأمريكية خلال آخر مراحل الحرب العالمية الثانية؛ باستخدام مسببات الأمراض التي طوّرتها وحدة الأبحاث 731 التي كانت بقيادة إيشي آنذاك.

## خلفية تاريخية
تم إنشاء وحدة الأبحاث 731 بواسطة الجيش الياباني في مدينة هاربن، الصين (التي كانت آنذاك جزءً من الأراضي التي احتلتها الإمبراطورية اليابانية) حيث كانت تتضمن مهامهم إجراء أبحاث تتعلق بالحرب البيولوجية والكيميائية عن طريق إجراء تجارب على البشر من جميع الأعمار. في وقت لاحق من الحرب العالمية الثانية حصل اليابانيون على: الطاعون، الكوليرا، الجدري، التسمم السجقي، الجمرة الخبيثة، إضافة لأمراض أخرى ووضعوها في قنابل استعملوها على الجيش الصيني والمدنيين. حسب تقرير الندوة الدولية حول الحرب البكتريولوجية؛ بلغ عدد الأشخاص الذين قضوا نحبهم خلال هذه الحرب الجرثومية للجيش الإمبراطوري الياباني متضمنة التجارب البشرية حوالي: 580.000.
خلال الأشهر الأولى من الحرب ضد الولايات المتحدة عقب الهجوم على بيرل هاربول، خططت اليابان لاستخدام أسلحتها البيولوجية ضد الأمريكيين. خلال حملة الفلبين في مارس 1942، فكر اليابانيون في إطلاق 90 كجم من البراغيث الحاملة للطاعون (حوالي 150 مليون حشرة) إلّا أن الأمريكيين استسلموا قبل تنفيذ الخطة.
في معركة ايو جيما الحاسمة، روى الطيار شويتشي ماتسوموتو في وقت لاحق كيف كان من المفترض أن يتم جر طائرتين شراعيتين تحمل مسببات الأمراض خلال المعركة وإطلاق سراحهما، لكن الطائرات الشراعية التي كان من المفترض أن تقلع من البر الرئيسي لليابان إلى مطار ماتسوموتو في منطقة بينغفانغ استعدادًا للهجوم، لم تصل إلى وجهتها أبدًا.

## الخطة
بينما كانت تضع الحرب العالمية الثانية أوزارها، كان إيشي يستعد لتنفيذ هجوم بعيد المدى على الولايات المتحدة مستخدمًا أسلحته البيولوجية. دعت العملية التي أطلق عليها اسم «أزهار الكرز في الليل»، إلى استخدام الطائرات لنشر الطاعون في سان دييغو ليلًا. اقضت الخطة استخدام خمسة غواصات بعيدة المدى وتطلق الطائرات نحو الهدف، لإسقاط البراغيث عن طريق قنابل البالون أو مجرد تحطيمها في أراضي العدو. في كلتا الحالتين، سوف يصيب الطاعون ويتقل الآلاف من الناس في المنطقة. كانت المهمة محفوفة بالمخاطر للغاية بالنسبة للطيارين والغواصات، ومن المحتمل أن تكون مهمة ذات طريق واحد لا رجعة فيه. تحدث الطيار «إشيو كوباتا» عن الخطة عام 1998 قائلًا: 
«تلقيت الأوامر مباشرة من إيشو بمهمته الجديدة «أزهار الكرز في الليل»، لقد فهمت أن المهمة كانت نشر البراغيث الملوثة في قاعدة العدو ونشر الطاعون هناك»
كان من المقرر بأن تبدأ الخطة في 22 سبتمبر 1945 إلا أنها لم ترى النور أبدًا بسبب استسلام اليابان في 15 أغسطس 1945.